# Sakaryaspor Kulübü
O Sakaryaspor Kulübü (mais conhecido como Sakaryaspor) é um clube profissional multidesportivo turco com sede na cidade de Adpazarı, na província de Sacaria, fundado em 17 de junho de 1965. Atua nas modalidades do basquetebol, voleibol, remo e, principalmente, futebol. 
Suas cores oficiais são o verde, o preto e o branco. Atualmente disputa a Segunda Divisão Turca.
O Sakaryaspor mandou seus jogos até 2016 estádio Sakarya Atatürk Stadyumu, localizado na cidade de Adpazarı, com capacidade para 13 216 espectadores. A partir de 2017, passou a mandar seus jogos no recém-construído Novo Estádio Atatürk de Sacaria, com capacidade para 28 154 espectadores.

## História
O Sakaryaspor foi fundado em 17 de junho de 1965 a partir da fusão dos clubes Yıldırımspor, Idmanyurdu, Güneşspor e Ada Gençlik.
Na temporada 1987–88, o clube alcançou sua maior conquista, sagrando-se campeão da Copa da Turquia, vencendo o Samsunspor nas finais (vitória por 2–0 em casa; empate por 1–1 fora de casa). No entanto, na final da Supercopa da Turquia do mesmo ano, acabou derrotado pelo Galatasaray por 2–0 e ficou com o vice–campeonato.
Consta ainda na galeria de troféus do clube duas conquistas da Segunda Divisão Turca e duas conquistas da Terceira Divisão Turca.

## Títulos
- Copa da Turquia (1): 1987–88

- Segunda Divisão Turca (2): 2003–04 e 2006–07
- Terceira Divisão Turca (2): 1997–98 e 2021–22

### Campanhas de Destaque
- Vice-campeão da Supercopa da Turquia (1): 1988

- Vencedor dos Playoffs da Terceira Divisão Turca (1): 2010–11